# LiqPay
LiqPay (стилізовано під LIQPAY) — українська платіжна система, відкритий вебзастосунок, який дозволяє приймати платежі і переказувати гроші за допомогою мобільного телефону, Інтернету і платіжних карток у всьому світі. Материнська компанія — ПриватБанк.

## Історія
Система LiqPay була створена в 2008 році. Виступає альтернативою WebMoney і PayPal.

## Можливості LiqPay
Рахунок LiqPay — це номер мобільного телефону в міжнародному форматі. Рахунок прив'язаний до банківської картки ПриватБанку (що ускладнює дії до повного оформлення картки у філіях банку і веде до зайвих витрат при оформленні картки + клієнт не може зберегти інкогніто перед сервісом.)
Система дозволяє:
- створювати мікроплатежі (платежі від 0,02$);
- створювати масові платежі;
- створювати миттєві перекази між рахунками LiqPay;
- приймати платежі на сайті;
- виводити кошти на картки системи VISA або будь-яку картку Приватбанку (Visa/MasterCard);
- проводити оплату послуг:
  - поповнювати рахунок мобільного телефону;
  - поповнювати рахунок Skype;
- здійснювати обмін валют між рахунками LiqPay;
- створювати платформи API;
- переводити в готівку чеки Google.

## Безпека системи LiqPay
Безпека реалізується технологією OTP (одноразовий пароль), а також технологією 3D secure code. Операції підтверджуються динамічним одноразовим паролем, який надсилається в SMS-повідомленні. Сервіс має сертифікати GoDaddy Secure Web Site, Verified by Visa та MasterCard SecureCode.